# Zwölfgipfelblick
Der Zwölfgipfelblick ist eine aussichtsreiche 602 m hohe Anhöhe im Fichtelgebirge (Bayern).

## Lage und Umgebung
Der Zwölfgipfelblick ist ein Hügel im oberfränkischen Landkreis Wunsiedel im Fichtelgebirge unmittelbar nördlich der Gemeinde Röslau auf  der Selb-Wunsiedler Hochfläche im Inneren des Fichtelgebirgs-Hufeisens. Von ihm aus sind zwölf Berggipfel des Fichtelgebirges sichtbar: Großer Kornberg, Epprechtstein, Großer Waldstein, Rudolfstein, Schneeberg, Nußhardt, Seehügel, Platte, Hohe Matze, Kösseine, Großer Haberstein und Burgstein. Er gilt deshalb als der geografische Mittelpunkt des Fichtelgebirges.
Der flache Hügel besteht hauptsächlich aus landwirtschaftlich genutzten Flächen, in Gipfelnähe gibt es kleinere Baumgruppen.

## Geschichte
Die Anhöhe war lange Zeit für die Röslauer Wasserversorgung von Bedeutung. Auf ihr stand ein Wasserbehälter, der durch das natürliche Gefälle die Hausanschlüsse mit Trinkwasser belieferte. Nach Auflassung des Wasserbehälters schuf im Jahr 1953 Lehrer Wunderlich mit Konfirmanden einen kleinen Park. 1992 stellte dort die Gemeinde Röslau einen Granitfelsen auf, geschmückt mit einer achteckigen Steinplatte aus blauem Kösseinegranit. Diese trägt die Inschrift „Mittelpunkt des Fichtelgebirges Röslau“ sowie die Flussnamen „Main, Saale, Eger und Naab“.